# Saggio con acqua di bromo
Il saggio con acqua di bromo è un test chimico utilizzato per individuare e riconoscere quei composti che reagiscono bene con l'acqua di bromo: i fenoli, gli alcheni, gli enoli, il gruppo acetile, l'anilina ed il glucosio.

## L'acqua di bromo
L'acqua di bromo è una soluzione altamente ossidante di colore giallo intenso-arancione a base di bromo biatomico Br2 al 2,8% disciolto in acqua. Viene spesso impiegata come reattivo nei saggi chimici di riconoscimento per sostanze che reagiscono col bromo in ambiente acquoso col meccanismo dell'alogenazione. I composti più comuni che reagiscono bene con acqua di bromo sono i fenoli, gli alcheni, gli enoli, il gruppo acetile, l'anilina ed il glucosio.

## Procedimento
- Si inserisce una punta di spatola di fenolo in un beaker
- Si aggiunge acqua distillata
- Si aggiunge acqua di bromo goccia a goccia
- Si controlla il risultato del test

### Esito del test positivo
Il test ha esito positivo, quindi il composto appartiene a uno dei gruppi o è una delle sostanze che reagiscono col bromo (tra cui i fenoli, gli alcheni, gli enoli, il gruppo acetile, l'anilina ed il glucosio); ha esito positivo quando sparisce il colore che si è ottenuto dopo l'aggiunta dell'acqua di bromo.

### Esito del test negativo
Il test ha esito negativo, quindi il composto non appartiene a uno dei gruppi o non è una delle sostanze sopracitate; ha esito negativo quando persiste il colore che si è ottenuto dopo l'aggiunta dell'acqua di bromo.